# Martin Hinteregger
Martin Hinteregger (født 7. september 1992) er en østrigsk tidligere professionel fodboldspiller, som i dag spiller for amatørholdet  SGA Sirnitz.

## Klubkarriere

### Red Bull Salzburg
Hinteregger begyndte sin karriere hos Red Bull Salzburg, hvor han gjorde sin professionelle debut i 2010.
Hinteregger var i sin tid hos Salzburg med til at vinde den østrigske Bundesliga og den østrigske pokaltunering 4 gange.

#### Leje til Borussia Mönchengladbach
Hinteregger blev udlejet til Borussia Mönchengladbach i januar 2016.

### FC Augsburg
Hinteregger skiftede permanent til FC Augsburg i august 2016.

### Eintracht Frankfurt
Hinteregger skiftede i januar 2019 til Eintracht Frankfurt på en lejeaftale, som blev gjort permanent i juli af samme år.
Kort efter at Hinteregger havde spillet en vigtig rolle i Frankfurt vandt Europa League-finalen i 2022, annoncerede den kun 29-årige Hinteregger, at han ville gå på pension fra professionelt fodbold. Han forklarede dette, med at han havde mistet glæden og motivationen for at spille fodbold. Den chokerende nyhed kom kort efter, at Hinteregger havde modtaget stærk kritik, for at have lavet en lokalt fodboldtunering i hans hjemby med Heinrich Sickl, en tidligere nynazist. Hinteregger distancerede sig fra Sickl efter kritikken, dog det vides ikke om den kritik han modtog, var en del af grunden til hans beslutning om at gå på pension.

### SGA Sirnitz
I juli 2022 annoncerede amatørklubben SGA Sirintz, hvor Hinteregger havde spillet som barn, at han ville skifte til holdet, som på tidspunktet var placeret i den femte bedste østrigske række.

## Landsholdskarriere

### Ungdomslandshold
Hinteregger har repræsenteret Østrig på flere ungdomsniveauer.

### Seniorlandshold
Hinteregger debuterede for Østrigs landshold den 19. november 2013. Han var del af Østrigs trupper til EM 2016 og EM 2020.

## Titler
Red Bull Salzburg
- Østrigske Bundesliga: 4 (2011-12, 2013-14, 2014-15, 2015-16)
- ÖFB-Cup: 4 (2011-12, 2013-14, 2014-15, 2015-16)

Eintracht Frankfurt
- UEFA Europa League: 1 (2021-22)

Individuelle
- UEFA Europa League Sæsonens hold: 1 (2021-22)